# Bougy
Bougy és un municipi francès situat al departament de Calvados i a la regió de Normandia. L'any 2007 tenia 414 habitants.

## Demografia

### Població
El 2007 la població de fet de Bougy era de 414 persones. Hi havia 129 famílies de les quals 12 eren unipersonals (12 dones vivint soles i 12 dones vivint soles), 16 parelles sense fills, 93 parelles amb fills i 8 famílies monoparentals amb fills.
La població ha evolucionat segons el següent gràfic:
Habitants censats

### Habitatges
El 2007 hi havia 134 habitatges, 128 eren l'habitatge principal de la família, 3 eren segones residències i 3 estaven desocupats. Tots els 134 habitatges eren cases. Dels 128 habitatges principals, 121 estaven ocupats pels seus propietaris i 7 estaven llogats i ocupats pels llogaters; 3 tenien dues cambres, 7 en tenien tres, 30 en tenien quatre i 88 en tenien cinc o més. 109 habitatges disposaven pel capbaix d'una plaça de pàrquing. A 34 habitatges hi havia un automòbil i a 91 n'hi havia dos o més.

### Piràmide de població
La piràmide de població per edats i sexe el 2009 era:
| Homes | Edats   | Dones |
| ----- | ------- | ----- |
| 0     | 95 o +  | 0     |
| 0     | 90 a 94 | 0     |
| 0     | 85 a 89 | 0     |
| 0     | 80 a 84 | 4     |
| 0     | 75 a 79 | 0     |
| 0     | 70 a 74 | 4     |
| 0     | 65 a 69 | 8     |
| 12    | 60 a 64 | 0     |
| 0     | 55 a 59 | 8     |
| 4     | 50 a 54 | 8     |
| 16    | 45 a 49 | 12    |
| 20    | 40 a 44 | 12    |
| 12    | 35 a 39 | 4     |
| 12    | 30 a 34 | 12    |
| 0     | 25 a 29 | 0     |
| 20    | 20 a 24 | 4     |
| 8     | 15 a 19 | 12    |
| 12    | 10 a 14 | 4     |
| 12    | 5 a 9   | 12    |
| 20    | 0 a 4   | 4     |

## Economia
El 2007 la població en edat de treballar era de 260 persones, 214 eren actives i 46 eren inactives. De les 214 persones actives 202 estaven ocupades (111 homes i 91 dones) i 12 estaven aturades (7 homes i 5 dones). De les 46 persones inactives 15 estaven jubilades, 17 estaven estudiant i 14 estaven classificades com a «altres inactius».

### Ingressos
El 2009 a Bougy hi havia 133 unitats fiscals que integraven 432,5 persones, la mediana anual d'ingressos fiscals per persona era de 18.238 €.

### Activitats econòmiques
Dels 7 establiments que hi havia el 2007, 1 era d'una empresa de construcció, 2 d'empreses de comerç i reparació d'automòbils, 3 d'empreses de serveis i 1 d'una empresa classificada com a «altres activitats de serveis».
Dels 2 establiments de servei als particulars que hi havia el 2009, 1 era una fusteria i 1 perruqueria.
Dels 2 establiments comercials que hi havia el 2009, 1 era un supermercat i 1 una botiga de material de revestiment de parets i terra.

## Poblacions més properes
El següent diagrama mostra les poblacions més properes.